# كلية إدارة الأعمال والفنادق - سويسرا
الكلية السويسرية لإدراة الأعمال والفنادق، هي جامعة سويسرة تقع في مدينة لوتزرن السويسرية.

## الدراسات
- دبلوم في إدارة الفنادق (سنة)
- دبلوم العالي في إدارة الفنادق (سنتين)
- بكالوريوس في إدارة الفنادق من جامعة روبرت جوردن البريطانية. (ثلاث سنوات)

### الدراسات العليا
- دبلوم دراسات عليا في إدارة الفنادق (سنة)
- ماجستير في إدارة الأعمال (ماجستير إدارة الأعمال) تخصص إدارة فنادق (سنتين) من جامعة سياتل الأمريكية
- ماجستير في إدارة الأعمال (ماجستير إدارة الأعمال) تخصص الإدارة الدولية (سنتين) من جامعة سياتل الأمريكية

### المطبخ
- شهادة في المطابخ (سنة)
- دبلوم في المطابخ (سنتين)

## الاعتراف
بعد التخرج من البكالوريوس أو الماجستير فإن الطالب يحصل على شهادة جامعية إما من بريطانيا أو أمريكا، وكلتا الشهادتين معترف بهما.

## وصلات خارجية
- الموقع الرسمي